# Michele Rapisardi
Michele Rapisardi (* 27. Dezember 1822 in Catania; † 19. Dezember 1886 in Florenz) war ein italienischer Maler aus Sizilien.

## Leben
Rapisardi war der Sohn des Porträtisten Giuseppe Rapisardi (1799–1853) und dessen Frau Rosaria (geborene de Luca). Sein Geburtshaus wurde um 1850 vollständig abgerissen.
Seine erste Ausbildung erhielt Rapisardi vom Vater in Catania. Im Jahr 1843 konnte er sich durch ein Stipendium seiner Geburtsstadt an der Accademia di San Luca in Rom ausbilden lassen. Am 26. Dezember 1846 erhielt er einen Preis der Päpstlichen Akademie der schönen Künste und der Literatur.
Bei Reisen im Jahr 1847 nach Florenz, Venedig und Paris studierte er die Kunst der Renaissance. Nach seiner Rückkehr 1849 war er in Catania zunächst als Porträtist und Karikaturist tätig. 1851 unternahm er eine weitere Studienreise nach Florenz, Mailand, Venedig und andere Städte in Norditalien. 1860 zeigte er in Florenz im „Concorso Ricasoli“ das bedeutende Gemälde „Der Lombardenbund besiegt Kaiser Barbarossa“ und ein Jahr später auf der ersten „Esposizione Nazionale di Firenze“ das Gemälde „Die frühen Dichter und die Jungfrauen von Zion“.
Von 1856 bis 1862 schuf er mehrere Gemälde mit religiösem Inhalt für Kirchen in Catania, ab 1855 entstanden auch Landschaften.

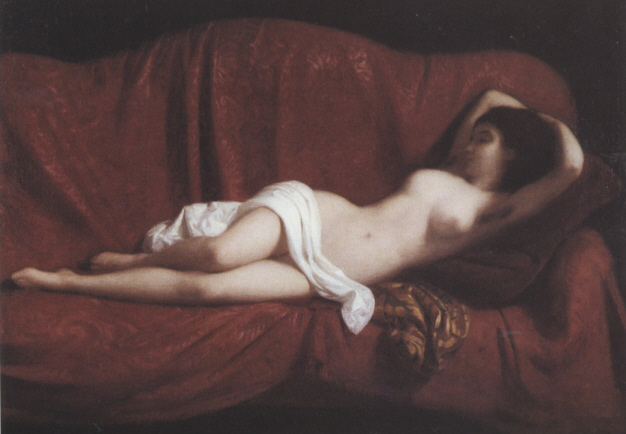
Michele Rapisardi: „Venus auf dem roten Divan“ (1858)

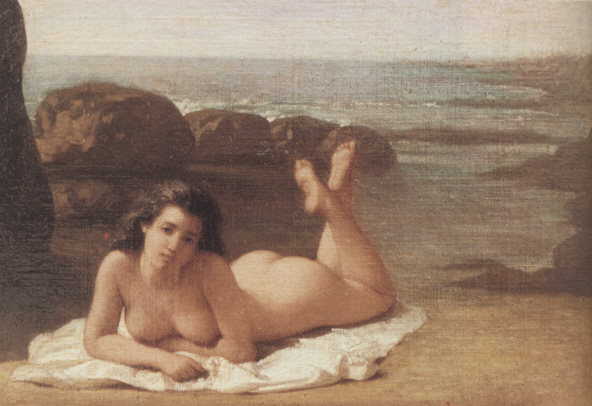
Michele Rapisardi: „Sirene“ (1872)

Er schuf mehr als 155 Bilder.

## Werke (Auswahl)
- Museo del Castello Ursino (Catania): „Die Sizilianische Vesper“ und „Die frühen italienischen Dichter am Hof von Kaiser Friedrich II.“, „Kopf der Ophelia“, „Venus auf dem roten Divan“ (1858), „Sirene“ (1871) und „Der Orientale“
- Museo Civico Belliniano (Catania): „Apotheose des Vincenzo Bellini“
- Museo Civico (Turin): „Mädchen von Catania“
- Uffizien (Florenz): Selbstbildnis
- Chiesa Madre (Mascalucia): „Der Heilige Veit im Gefängnis“
- Chiesa di San Vito (Mascalucia): „Immacolata“ (1858), „Das Opfer von Gideon“ und das „Gastmahl von Emmaus“ (1861/62)
- Chiesa San Placido (Catania): „Der Heilige Benedikt segnet den Heiligen Placidius“ (1861)
- San Benedetto (Catania): „San Luigi Gonzaga“ (1862)